# Lunds konst- och designskola
Lunds Konst- och Designskola (Lund College of Art and Design) är en förberedande konst- och kulturutbildning på heltid under ett eller två år, med en unik blandning av konst, design och arkitektur. Lunds Konst/Designskola är en del av studieförbundet Folkuniversitetet som bedriver folkbildning och vuxenutbildning i hela Sverige. 
Lärarna är yrkesverksamma konstnärer, arkitekter, designers och konstvetare. Studerande har olika bakgrund med olika framtidsdrömmar, vilket skapar en dynamisk plats för lärande. Skolan ger dig kunskaper och verktyg för att söka vidare till högre utbildningar inom konst, design och arkitektur.
Lunds konst- och designskola grundades 1993. Skolan finns från hösten 2013 på Måsvägen 23 i Lund, där en gammal industrilokal har byggts om till en Konst-Design-Arkitektur skola. På skolan finns det ateljéer, projektrum, föreläsningsrum, bibliotek, dator- och kopieringsrum, grafikverkstad, modellverkstad, gips/lera verkstad, träverkstad och kök. 